# Cardiacs
I Cardiacs sono stati un gruppo musicale inglese formatosi nel 1977, inizialmente con il nome di Cardiac Arrest.
Realizzarono nove album in studio più alcuni album dal vivo e numerosi singoli. Nel 1988 raggiunsero una discreta notorietà con il singolo Is This The Life?.
Mai scioltisi ufficialmente, interruppero di fatto la propria attività a partire dal 2008 allorché, durante la preparazione di un nuovo album, il loro cantante, leader e principale autore Tim Smith fu ospedalizzato per un infarto e una conseguente ipossia che gli lasciò una distonia permanente: pur mentalmente lucido e malgrado una lunga e costante riabilitazione, Smith rimase non autosufficiente e incapace di parlare fino alla sua morte, avvenuta all'età di 59 anni il 21 luglio 2020.

## Stile musicale
La musica dei Cardiacs è conosciuta per la capacità di fondere l'aggressività e la crudezza del punk rock con la complessità tecnica del progressive rock. Il gruppo ha anche implementato elementi di altre correnti musicali come lo ska, la musica medioevale, il folk e l'heavy metal. La rivista musicale Organ una volta scrisse che "Una canzone dei Cardiacs contiene più idee dell'intera carriera di molti musicisti"
L'ampia combinazione di stili nella loro musica è stata ricondotta al  "progressive rock" o "pronk" al punto da portare i Cardiacs a essere etichettati come principali esponenti di questo stile musicale. Tim Smith ha rifiutato questa definizione definendo "psichedelico" o semplicemente "pop" il loro stile. Le loro influenze musicali, per loro stessa dichiarazione, sono riconducibili a musicisti come XTC, Van der Graaf Generator, Gong, i primi Split Enz, Devo, Gentle Giant, Alberto Y Los Trios Paranoias, i primi Genesis, Deaf School e i Wire. Tim Smith ha dichiarato "I don’t know what influences us really, I wouldn’t say that we are influenced by any actual bands in particular". Negando anche di aver mai guardato alla musica dei Gentle Giant, tuttavia Sara Smith ha confermato la loro influenza.
La prima formazione della band era un sestetto e un ottetto che implementava l'uso del sassofono, percussioni e tastiere; dal 1991 in avanti la band diventa un quartetto rock centrato sull'uso di due chitarre (lasciando sequenze di tastiere e percussioni solo in fase di produzione). I Cardiacs impiegano una forte caratterizzazione vocale incentrata sulle qualità di Tim Smith con l'aggiunta di sessioni corali. Lo stile di Tim Smith è stato descritto dalla critica come 'skittish'.
Gli arrangiamenti sono stati quasi tutti scritti da Smith, anche se con il contributo del resto della band, così come i testi delle canzoni  scritti in uno stile criptico e carico di nonsense rifiutandosi sempre di fornire una chiave di interpretazione precisa, preferendo mantenere un alone mistico e lasciando l'interpretazione agli ascoltatori. Smith ha anche usato frammenti di liriche, tra gli altri, di William Blake, Charles Kingsley, William Shakespeare e T.S. Eliot.

## Formazione
Ultima
- Tim Smith - voce, chitarra e tastiera
- Jim Smith  - basso
- Kavus Torabi - chitarra
- Bob Leith - batteria
- Melanie Woods - percussioni
- Cathy Harabaras - percussioni

Ex componenti
- Michael Pugh aka Peter Boker - voce (1977-1980)
- Sharron Fortnam aka Sophie (née Saddington) - voce (2004-2007)
- Clare Lemmon - coro, e prima voce nel brano Dog Like Sparky (2004-2007)
- Graham Simmonds - chitarra (1983-1984)
- Christian Hayes aka Bic - chitarra, voce (1989-1990)
- Jon Poole - chitarra, tastiere, voce (1991-2003)
- Colvin Mayers aka Max Cat - tastiere (1978-1982)
- William D. Drake - tastiere (1983-1990)
- Ralph Cade aka Raphel Cadd - sassofono (1978-1979)
- Tim Quy - percussioni, sintetizzatore (1980-1990)
- Sarah Smith - sassofono (1980-1989)
- Marguerite Johnson - sassofono (1983-1984)
- Dawn Staple - percussioni (2004-2007)
- Peter Tagg aka Mr Richard Targett - batteria (1977-1979)
- Mark Cawthra aka Little Bobby Shattocks - batteria (1979-1982), tastiere (1982-1983)
- Dominic Luckman - drums (1982-1993)
- Stephen Gilchrist - batteria per un tour a supporto dei The Wildhearts (2004)

## Discografia

### Demo
- 1979 - Demo (come Cardiac Arrest)

### Album in studio
- 1980 - The Obvious Identity (come Cardiac Arrest)
- 1981 - Toy World
- 1984 - The Seaside
- 1986 - Big Ship
- 1988 - A Little Man and a House and the Whole World Window
- 1989 - On Land and in the Sea
- 1991 - Heaven Born and Ever Bright
- 1995 - Sing to God
- 1999 - Guns

### EP
- 1979 - A Bus for a Bus on the Bus (come Cardiac Arrest)
- 1985 - Seaside Treats
- 1986 - There's Too Many Irons in the Fire
- 1988 - Is This the Life?
- 1988 - Susannah's Still Alive
- 1988 - Night Tracks
- 1989 - Baby Heart Dirt

### Singoli
- 1991 - Day Is Gone
- 1995 - Bellyeye
- 1995 - Manhoo
- 1995 - Odd Even
- 1998 - Cardiacs/Camp Blackfoot
- 1999 - Signs
- 2007 - Ditzy Scene

### Raccolte
- 1989 - Archive Cardiacs
- 1991 - Songs for Ships and Irons
- 1995 - Sampler
- 2002 - Greatest Hits
- 2018 - Archive Cardiacs

### Album dal vivo
- 1986 - Rude Bootleg
- 1988 - Cardiacs Live
- 1995 - All that Glitters is a Mares Nest
- 2005 - The Special Garage Concerts Vol I
- 2005 - The Special Garage Concerts Vol II
- 2014 - The Special Garage Concerts

## Videogafia

### DVD/VHS
- 1985 - Seaside Treats
- 1992 - Maresnest
- 2017 - Some Fairytales From The Rotten Shed